# Nantian Dao
Nantian Dao (kinesiska: 南田岛) är en ö i Kina. Den ligger i provinsen Zhejiang, i den östra delen av landet, omkring 210 kilometer sydost om provinshuvudstaden Hangzhou. Arean är 86 kvadratkilometer. Den sträcker sig 14,9 kilometer i nord-sydlig riktning, och 11,2 kilometer i öst-västlig riktning.
Genomsnittlig årsnederbörd är 1 837 millimeter. Den regnigaste månaden är juni, med i genomsnitt 338 mm nederbörd, och den torraste är januari, med 56 mm nederbörd.